# Oglasa calimanii
Oglasa calimanii är en fjärilsart som beskrevs av Emilio Berio 1939. Oglasa calimanii ingår i släktet Oglasa och familjen nattflyn. Inga underarter finns listade i Catalogue of Life.